# IC 4027
IC 4027 ist eine linsenförmige Galaxie vom Hubble-Typ SB0 im Sternbild der Jagdhunde. Sie ist rund 479 Millionen Lichtjahre von der Milchstraße entfernt.
Die Galaxie wurde am 21. März 1903 von Max Wolf entdeckt.